# 최인석 (1953년)
최인석(崔仁碩, 1953년 9월 17일 ~ )은 대한민국의 극작가이자 소설가이다. 본관은 전주이며, 전라북도 남원 출생이다.
1980년 희곡 〈벽과 창〉 《한국문학》 신인상을 받으며, 극작가로 등단했으며, 1986년 《소설문학》 장편소설 공모에 〈구경꾼〉이 당선되면서 소설가로 데뷔하였다.

## 작품 세계
최인석의 소설은 그로테스크한 인물들을 통해 부조리한 현실의 모습을 보여주며, 인간다운 삶에 대한 아웃사이더의 열망을 그려내는 것이 큰 특징이다.

### 저서
- 《잠과 늪》(1987)
- 《새떼》(1988)
- 《내 마음에는 악어가 산다》(살림, 1990)
- 《안에서 바깥에서》(푸른나무, 1992)
- 《내 영혼의 우물》(고려원, 1995)
- 《혼돈을 향하여 한걸음》(창작과비평사, 1997)
- 《나를 사랑한 폐인》(문학동네, 1998)
- 《아름다운 나의 귀신》(문학동네, 1999)
- 《밤꽃》(이룸, 2000)
- 《구렁이들의 집》(창작과비평사,2001)

## 수상
- 1980년 희곡 〈벽과 창〉으로 한국문학 신인상, 〈그 찬란하던 여름을 위하여〉로 대한민국문학상, 〈어떤 사람도 사라지지 않는다〉로 백상예술상
- 1985년 영희연극상
- 1995년 제3회 대산문학상
- 1997년 제8회 박영준문학상
- 2003년 제8회 한무숙문학상